# 25 de abril
El 25 de abril es el 115.º (centésimo decimoquinto) día del año en el calendario gregoriano y el 116.º en los años bisiestos. Quedan 250 días para finalizar el año.

## Acontecimientos
- 1457 a. C.: en la ciudad de Armagedón (36 km al sureste del puerto de Haifa, el ejército del faraón Tutmosis III (de la 18.ª Dinastía) derrota al ejército del príncipe de Kadesh en la batalla de Megido. Comienza el asedio de la ciudad.
- 404 a. C.: el almirante Lisandro y el rey Pausanias de Esparta bloquean Atenas y llevan la guerra del Peloponeso a una conclusión exitosa.
- 387: en la ciudad de Mediolanum (actual Milán, en el norte de Italia), el obispo Ambrosio de Milán bautiza al filósofo argelino Agustín de Hipona (32) y su hijo Adeodato (15).
- 693: en España comienza el XVI Concilio de Toledo.
- 775: en la ciudad armenia de Bagrauandena (en la actual Turquía), el ejército del califato abasí aplasta una rebelión armenia contra los musulmanes. El control musulmán sobre el sur del Cáucaso se consolida y comienza su islamización, mientras que varias importantes familias armenias nakharar pierden el poder y huyen al Imperio bizantino.
- 799: en el monasterio de San Silvestre in Cápite (en Roma), el papa León III (de origen humilde) es atacado durante una procesión por un grupo de aristócratas dirigidos por Pascual (sobrino del papa Adriano I), que lo acusan de supuestas relaciones sexuales. Intentan arrancarle los ojos y cortarle la lengua, pero son detenidos por las fuerzas del duque de Spoleto. Esa noche, el papa huirá hasta la corte franca del rey Carlomagno en la ciudad de Paderborn (1480 km al norte de Roma) en busca de protección. Será canonizado por el papa Clemente X en 1673.
- 1058: en Escocia (norte de las islas británicas) ―según el monje benedictino y cronista irlandés Mariano Escoto― Malcolm III se convierte en rey tras la muerte de Macbeth.
- 1134: el nombre Zagreb es mencionado por primera vez en la Carta Feliciana relativa al establecimiento del obispado de Zagreb 40 años antes (alrededor de 1094).
- 1185: en el estrecho de Kammon (sur del Japón) ―en el marco de las Guerras Gempei (1180-1185)―, las fuerzas samuráis de los minamoto (bajo Minamoto no Yoshitsune) derrotan a los taira (bajo el emperador niño Antoku) en la batalla naval de Dan-no-ura, y se aseguran el dominio sobre todo Japón.
- 1267: en la villa de Monreale (a 9 km al suroeste del puerto de Palermo (Sicilia) se inaugura la catedral de Monreale.
- 1327: se firma la paz entre la República de Pisa (península itálica) y el Reino de Aragón (península ibérica).
- 1362: en España, Muhammed VI de Granada, usurpador del trono de Granada, muere a manos de los soldados de Pedro I aliado y amigo del legítimo monarca Muhammed V de Granada.
- 1459: en Cheb (Chequia), el elector Federico II de Sajonia y el duque Guillermo III de Sajonia firman con el rey bohemio Jorge de Podiebrad el Tratado de Cheb, que establece la frontera entre Sajonia (Alemania) y Bohemia (Chequia). Esta frontera sigue siendo válida en gran medida hoy en día, lo que la convierte en una de las fronteras existentes más antiguas de Europa.
- 1464: en el extremo norte del país de Inglaterra, 519 km al norte de Londres ―en el marco de la Guerra de las Dos Rosas (1455-1487)―, la Casa de York gana la batalla de Hedgeley Moor contra la Casa de Lancaster.
- 1493: se forma la alianza entre la República de Venecia, el papa Alejandro VI y Ludovico el Moro con el objetivo de preservar el gobierno del último y los Estados de la Iglesia de las amenazas del Reino de Nápoles.[1]
- 1507: en la abadía de Saint-Dié-des-Vosges (420 km al este de París), el cartógrafo alemán Martin Waldseemüller utiliza por primera vez el nombre América para indicar el nuevo continente en un mapa del mundo; el nombre deriva de la versión latina del navegante Américo Vespucio.
- 1532: en España, el rey Carlos I le concede el título de ciudad a la villa de Oaxaca (México).
- 1534: en Perú, Francisco Pizarro funda la ciudad de Jauja siendo así la primera capital del Perú.
- 1541: en Perú, Lucas Martínez Vegaso funda la aldea de Arica con el nombre de Villa San Marcos de Arica. Tres siglos después (en 1880), Chile se apropiará de ese territorio peruano.
- 1607: en Gibraltar (España) ―en el marco de la guerra de los Ochenta Años―, la flota de las Provincias Unidas de los Países Bajos destruye la flota española anclada en ese puerto español en la batalla de Gibraltar. Muere el almirante neerlandés Jacob van Heemskerk (40).
- 1626: 124 km al suroeste de Berlín (Alemania), a orillas del río Elba ―en el marco de la Guerra de los Treinta Años―, el ejército imperial de los Habsburgo de Wallenstein derrota con sus tropas al comandante protestante Ernst von Mansfeld en la batalla de Dessau, pero no logra debilitarlo decisivamente.
- 1644: Insurgentes liderados por Li Zicheng entran en Pekín, donde el emperador Chongzhen se quita la vida y termina el reinado de la dinastía Ming en la China.
- 1644: en China, el emperador Chongzhen, el último emperador de la dinastía Ming, se suicida durante una rebelión campesina liderada por Li Zicheng. Comenzará la dinastía Qing.
- 1684: la República de Venecia declara la guerra al Imperio otomano, iniciando la sexta guerra turco-veneciana o guerra de Morea; El capitán general del mar es Francesco Morosini.
- 1707: 74 km al este de Albacete (España) ―durante la guerra de sucesión española― el ejército hispano-francés de Felipe V de España derrota a los austracistas (una coalición del Reino Unido, los Países Bajos y Portugal) en la batalla de Almansa. El Reino de Valencia es conquistado por el Reino de Castilla.
- 1719: en Londres (Reino Unido), Daniel Defoe publica su novela Robinson Crusoe.
- 1769: en el registro de patentes de la ciudad de Londres (Reino Unido), James Watt registra su idea de la máquina de vapor.
- 1779: en el Palacio de Esterházy (190 km al oeste de Budapest, la capital de Hungría) se estrena la ópera La vera costanza (‘la verdadera constancia’), de Joseph Haydn (47).
- 1792: en Estrasburgo (Francia) ―en el marco de la Revolución francesa (1789-1799)― Claude Joseph Rouget de Lisle compone La Marsellesa (el himno nacional francés).
- 1792: en la Plaza de Grève (París), el salteador de caminos Nicolás Pelletier se convierte en la primera persona ejecutada por la guillotina. El público parisiense no queda satisfecho con la velocidad y eficiencia de este nuevo aparato, y exige el regreso de las ruedas de tortura y del ahorcamiento lento.
- 1799: en la villa de Cassano d’Adda, 34 km al este de Milán (Italia) ―en el marco de la Guerra de la Segunda Coalición (1798-1802)―, un ejército ruso-austríaco (al mando de Aleksandr Suvórov) se enfrenta a un ejército francés (al mando de Jean-Victor Moreau) en la batalla de Cassano. La batalla dura hasta el 27 de abril.
- 1808: en la provincia de Hedmark (Noruega) ―en el marco de la guerra sueco-danesa (1808-1809)― las tropas noruegas rodean y obligan a rendirse a las tropas suecas invasoras, en la batalla de Trangen.
- 1812: en el barrio de Jesús María (en La Habana Vieja) se produce un gran incendio.
- 1827: en Camacuá ―en el marco de la guerra entre Argentina y Brasil― se libra la batalla de Camacuá, donde las tropas argentinas derrotan a las brasileñas.
- 1829: en la costa de la actual Australia Occidental, Charles Fremantle y sus hombres llegan en el barco Challenger y declaran la Colonia del río Swan para el Imperio británico.
- 1831: en Nueva York se estrena la comedia teatral El león del Oeste sobre el popular héroe Davy Crockett.
- 1837: en la Asamblea de los Estados de Baden (Alemania), el diputado Franz Joseph Buss (1803-1878) denuncia por primera vez ante un parlamento alemán los problemas sociales causados por la industrialización. En su Discurso de la fábrica, reclama fondos de ayuda para los enfermos y las víctimas de accidentes laborales financiados por los empresarios, plazos de preaviso, una jornada laboral máxima de 14 horas, restricciones al trabajo infantil, supervisión de las fábricas y formación profesional complementaria para los trabajadores. Su propuesta no prospera.
- 1839: en el Emirato de Afganistán ―en el marco de la primera guerra anglo-afgana (1839-1842)― el Imperio británico ocupa la ciudad de Kandajar sin luchar. Obtienen así ventaja en el Gran Juego contra Rusia por la supremacía en Asia Central.
- 1844: España reconoce la independencia de su excolonia Chile.[2]
- 1846: en la región mexicana de Texas, comienza un conflicto abierto por la disputada frontera, lo que desencadena la guerra mexicano-estadounidense.
- 1848: en Viena (Imperio austríaco) ―en el marco de la Revolución austríaca (1848-1849)―, se promulga la Constitución de Pillersdorf, de corte liberal, redactada por el ministro del Interior Franz von Pillersdorf (62) en que exige que los juicios sean públicos, orales y de jurado. Nunca entrará en vigor sino que fue remplazada por dos constituciones absolutistas (monárquicas).
- 1849: en la ciudad de Montreal (Canadá), el gobernador general Lord Elgin, firma el Proyecto de Ley de Pérdidas por la Rebelión, indignando a la población inglesa y desencadenando los Disturbios de Montreal.
- 1856: en Oxford (Reino Unido), el escritor Charles Dodgson (24), que más tarde se hará llamar Lewis Carroll) conoce por primera vez a Alice Liddell (4). La relación con Liddell inspira a Carroll para escribir las novelas Alicia en el país de las maravillas y Alicia a través del espejo. En el movimiento pedófilo actual, este aniversario se celebra como el Día de Alicia.[3]
- 1859: en Puerto Said, en la costa mediterránea de Egipto, 197 km al noreste de El Cairo, ingenieros británicos y franceses dirigidos por el empresario francés Ferdinand de Lesseps (1805-1894) según los planos del tirolés Alois Negrelli (1799-1858), inician la construcción del Canal de Suez, que desde 1869 unirá el mar Mediterráneo con el mar Rojo. Lesseps será el causante del escándalo de Panamá, la construcción fallida de un canal de Panamá entre 1881 y 1889.
- 1862: en la ciudad de Nueva Orleans (estado de Luisiana), en poder de los Estados Confederados de América ―en el marco de la guerra civil estadounidense (1861-1865)― las fuerzas norteñas (antiesclavistas) bajo el mando del almirante David Farragut exigen la rendición de los esclavistas.
- 1864: en el estado de Arkansas ―en el marco de la guerra civil estadounidense (1861-1865)― una fuerza de 8000 soldados confederados (esclavista) vence a 1800 soldados del Ejército de la Unión (norteños antiesclavistas) y a un gran número de carreteros, matando o hiriendo a 1500 personas en la batalla de Marks' Mills.
- 1864: en la capital del Reino Unido comienza la Conferencia de Londres. Los estados firmantes del Protocolo de Londres de 1852 intentan poner fin diplomáticamente a la Guerra germano-danesa. La conferencia concluye sin resultados el 25 de junio.
- 1876: en el Teatro de Berlín (Alemania) se estrena la tragedia Penthesilea (1808), 65 años después de la muerte de su autor, Heinrich von Kleist (1777-1811).
- 1882: en Tonkin (Vietnam), las tropas invasoras de la Tercera República Francesa se enfrentan contra los defensores vietnamitas. Una pequeña fuerza de infantería marina francesa toma la ciudad de Hanói.
- 1889: en el teatro Burgtheater de Viena (Austria) se estrena la tragedia Gyges und sein Ring, de Friedrich Hebbel (1813-1863).
- 1892: en París (Francia) ―durante la Era de los Atentados (1892-1894)―, tres anarquistas destruyen con una bomba el restaurante Le Verý, y matan a su dueño, Jean-Marie Verý y a un parroquiano.
- 1896: en el Daly's Theatre de Londres (Reino Unido) se estrena la opereta La geisha del británico Sídney Jones (1861-1946).
- 1898: tras el hundimiento del USS Maine en la bahía de La Habana (Cuba) ―un atentado terrorista posiblemente perpetrado por el Gobierno estadounidense― el Gobierno estadounidense declara la guerra hispano-estadounidense contra el Reino de España. La guerra durará cuatro meses y convertirá a Estados Unidos en una potencia imperialista mundial.
- 1898: en la ciudad de Essen (Alemania) se funda la empresa RWE (Compañía Eléctrica Renana-Westfaliana) para suministrar energía a esa ciudad.
- 1900: Durante la expedición polar organizada por Duca degli Abruzzi, el equipo liderado por Umberto Cagni alcanza la latitud máxima norte (86° 34’), estableciendo un récord absoluto para la época.
- 1901: la ciudad de Nueva York se convierte en la primera de Estados Unidos en exigir matrículas de automóviles.
- 1902: en Alemania, la empresa Zeiss, con sede en Jena, solicita la patente del objetivo fotográfico Tessar desarrollado por Paul Rudolph (1858-1935).
- 1905: en París se clausura el Congreso por el que se funda la Sección Francesa de la Internacional Obrera (SFIO), culminándose así el proceso de unificación socialista en Francia.
- 1910: en Ingolstadt (Alemania), el empresario August Horch (1868-1951), fundador de la automotriz Horch, abandona esta empresa y funda la automostriz Audi.
- 1915: en el estrecho de los Dardanelos ―en el marco de la Primera Guerra Mundial (1914-1918)― comienza la batalla de Galípoli. La invasión de la península turca de Galípoli por tropas británicas, francesas, indias, de Terranova, Australia y Nueva Zelanda comienza con desembarcos en Anzac Cove y Cabo Helles. Esta batalla, que duró varios meses, terminó en desastre para los Aliados. La evacuación de las tropas continuó en 1916.
- 1916: en Australia se conmemora por primera vez el Día de Anzac en el primer aniversario del desembarco en Anzac Cove (cerca de la ciudad turca de Galípoli).
- 1916: en Irlanda ―en el marco del Levantamiento de Pascua― el Gobierno británico declara la ley marcial, que durará hasta el 29 de abril, es decir, hasta el final del Levantamiento.
- 1917: Tras el fin del «Gobierno de la Sagrada Unidad» de António José de Almeida, Afonso Costa se convierte en primer ministro de la Portugal por tercera vez.
- 1918: en la Ópera de Fráncfort del Meno (Alemania) se estrena la opereta Die Gezeichneten de Franz Schreker (1878-1934).
- 1920: en la Conferencia de San Remo (Italia), los principales Aliados de la Primera Guerra Mundial se reparten los países en Oriente Medio que pertenecían al derrumbado Imperio otomano. Los británicos obtienen el Mandato británico de Mesopotamia junto al Mandato británico de Palestina. Los franceses reciben el Mandato francés de Siria y el Líbano.
- 1926: en el Teatro de La Scala (Milán) se estrena la obra Turandot, de Giacomo Puccini (1858-1924). La ópera fue terminada recién después de la muerte de Puccini por Franco Alfano basándose en bocetos del compositor.
- 1926: en Teherán (Persia) Reza Kahn es coronado «sha de Persia con el nombre de Reza Khan Pahlavi.
- 1931: en Madrid (España) se patenta el Cine NIC (juguete en el que se veían imágenes que parecían estar en movimiento).
- 1931: en la oficina de registro de Stuttgart (Alemania), el empresario Ferdinand Porsche inscribe su empresa Porsche.
- 1932: en Corea se funda el Ejército Popular de Corea.
- 1933: en la Alemania nazi, el Parlamento promulga la Ley contra el Hacinamiento en Escuelas y Universidades para limitar el número de estudiantes judíos que pueden asistir a escuelas y universidades públicas.

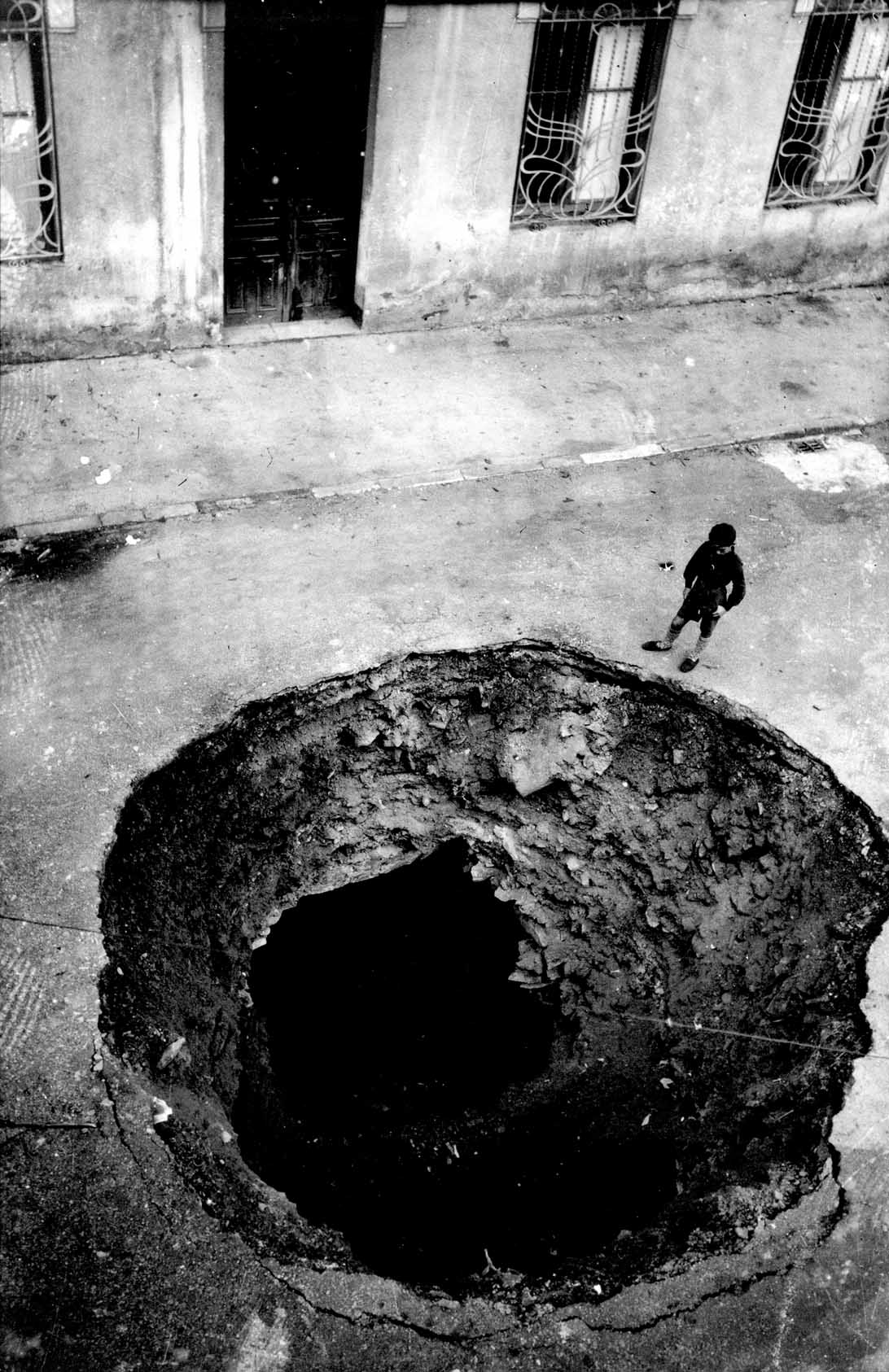
Bomba franquista sobre una calle de Éibar (País Vasco), que provoca la muerte de 60 civiles.

- 1937: en Éibar (País Vasco) ―en el marco de la guerra civil española (1936-1939)― la aviación nazi alemana y fascista italiana (en apoyo al dictador Francisco Franco) bombardea a la población civil española, dejando cientos de muertos.
- 1938: George Orwell publica Homenaje a Cataluña, en el que relata su propia experiencia durante la guerra civil española (1936-1939).
- 1938: la Corte Suprema de los Estados Unidos emite su opinión en Erie Railroad Co. vs. Tompkins]], que revoca un siglo de derecho consuetudinario federal.
- 1940: para distinguir los barcos de las islas Feroe (ocupadas por los británicos durante la Segunda Guerra Mundial) de los barcos de Dinamarca (ocupada por los alemanes), el primer ministro británico Winston Churchill anuncia el reconocimiento de la bandera de las Islas Feroe.
- 1943: en el marco del Tercer Reich nazi en Alemania, Joseph Goebbels establece la medalla Demjanskschild, y se la concede a los participantes nazis en las batallas de Demyansk, que Goebbels presenta como una «epopeya mítica» para distraer la atención de la derrota alemana en Stalingrado.
- 1944: en Washington D. C. se constituye la asociación filantrópica estadounidense United Negro College Fund (‘fondo universitario negro unido’).
- 1945: a orillas del río Elba ―en el marco de la Segunda Guerra Mundial (1939-1945)― las tropas de reconocimiento de las Fuerzas Armadas de los Estados Unidos y el Ejército Rojo soviético se encuentran en las ciudades de Torgau y Strehla, dividiendo en dos a la Wehrmacht de la Alemania nazi. Este encuentro se conocería posteriormente como el Día del Elba.
- 1945: en la península soviética de Sambia (en el mar Báltico), el Ejército Rojo acorrala a la Wehrmacht nazi. Termina así la Ofensiva soviética en Prusia Oriental.
- 1945: en Königs Wusterhausen (a 38 km al sureste de Berlín), ante el avance del Ejército Rojo soviético, el último técnico nazi abandona la emisora alemana de onda corta.
- 1945: en Italia, el Comité de Liberación Nacional del Norte de Italia llama a un levantamiento general contra la ocupación alemana (Resistencia italiana) y la República de Saló y liberan las ciudades de Milán y Turín. Cada año se recuerda esta fecha como el Día de la Liberación.
- 1945: en Italia, el dictador Benito Mussolini huye de Milán con su pareja Clara Petacci y algunas personas más. Serán asesinados tres días después. Este se considera el fin de la República de Saló y del fascismo italiano.
- 1945: en Baviera (Alemania nazi), en una acción coordinada, aviones aliados bombardean a la población civil de las ciudades de Freilassing, Bad Reichenhall y Obersalzberg. Mueren más de 200 hombres, mujeres y niños.
- 1945: en San Francisco (estado de California) comienzan las negociaciones que darán lugar a la creación de la Organización de las Naciones Unidas.
- 1945: en Laponia ―en el marco de la Segunda Guerra Mundial― las últimas tropas nazis alemanas se retiran de suelo finlandés, poniendo fin a la Guerra de Laponia. Las acciones militares de la Segunda Guerra Mundial terminan en Finlandia.
- 1947: en la Zona de Ocupación Británica dentro de Alemania se funda un precursor de la Federación Sindical Alemana. El primer presidente es Hans Böckler.
- 1948: se publica el primer número de la revista ilustrada alemana Quick.
- 1950: en las islas Molucas ―que eran parte de las antiguas Indias Orientales Neerlandesas, o sea, una colonia de los Países Bajos―, la población cristiana proclama la República de las Molucas del Sur con capital en Ambon, que no es reconocida por la recién creada República de Indonesia (liderada por Sukarno) y a las pocas semanas será suprimida por la fuerza de las armas.
- 1951: en la batalla de Kapyong (70 km al noreste de Seúl) ―en el marco de la Guerra de Corea (1950-1953)―, las fuerzas chinas se ven obligadas a retirarse después de duros combates con las fuerzas de la ONU, compuestas principalmente por tropas australianas y canadienses.
- 1952: en el parque Hofgarten de la ciudad de Bonn (capital de la Alemania occidental), en el primer Día del Árbol alemán, el presidente federal Theodor Heuss planta un arce.
- 1952: los estados de Baden del Sur, Württemberg-Baden y Württemberg-Hohenzollern se unen para formar el estado federal de Baden-Württemberg. La Asamblea Estatal Constituyente elige como primer ministro Reinhold Maier.
- 1953: la revista estadounidense Nature publica el artículo académico de Francis Crick y James Dewey Watson en el que describen la estructura de doble hélice del ADN. Omiten mencionar al tercer científico que contribuyó a su descubrimiento: la cristalógrafa británica Rosalind Franklin (1920-1958). En 1962, los dos hombres recibirán el Premio Nobel de Fisiología o Medicina.
- 1953: en el Sitio de pruebas de Nevada, sobre una torre de 90 m, a las 4:30 (hora local) o 12:30 (hora mundial), Estados Unidos detona la bomba atómica Simon, de 43 kilotones. Es la séptima bomba (de once) de la operación Upshot-Knothole.
- 1954: los Bell Telephone Laboratories realizan una demostración pública de la primera célula solar práctica.
- 1954: en Basilea (Suiza), se inaugura el St. Jakob Park.
- 1954: en una barcaza cerca del atolón Bikini, Estados Unidos detona la bomba de hidrógeno Unión, de 6900 kilotones.
- 1959: se reporta el primer caso de sida (síndrome de inmuno deficiencia adquirida). El inicio oficial de la pandemia del sida se establecerá como el 5 de junio de 1981.
- 1959: en Canadá se abre oficialmente al transporte marítimo la vía marítima del río San Lorenzo, de 3700 km, que une ―mediante esclusas y canales― los Grandes Lagos de América del Norte con el océano Atlántico.
- 1960: el submarino de la Armada de los Estados Unidos USS Triton completa la primera circunnavegación sumergida del globo.
- 1961: Robert Noyce obtiene una patente para un circuito integrado.
- 1961: en Buenos Aires (Argentina) renuncia el ministro de Economía Álvaro Alsogaray por orden del presidente Arturo Frondizi.
- 1962: a 884 metros de altura, sobre el atolón Kiritimati, a las 5:46 de la madrugada (hora local) Estados Unidos detona su bomba atómica Adobe, de 190 kilotones. Es la bomba n.º 228 de las 1132 que Estados Unidos detonó entre 1945 y 1992.
- 1966: en un pozo a 296 metros bajo tierra, en el área U11b del Sitio de pruebas atómicas de Nevada (a unos 100 km al noroeste de la ciudad de Las Vegas), a las 10:38 (hora local) Estados Unidos detona su bomba atómica Pin Stripe, de 5 kilotones. Es la bomba n.º 460 de las 1132 que Estados Unidos detonó entre 1945 y 1992.
- 1967: en Suazilandia (que desde 2018 se llamará Eswatini), la bandera británica Union Jack es sustituida por la nueva bandera de Eswatini diseñada por Emily Shongue, prima del rey Sobhuza II.
- 1969: en Milán (Italia), dos atentados con bombas causan veinte heridos: son los primeros atentados de los años de plomo.
- 1971: en las elecciones presidenciales federales de Austria, Franz Jonas (del Partido Socialdemócrata de Austria) es elegido presidente por segunda vez con un 52,8 % frente a Kurt Waldheim.
- 1972: en el noroeste de Kontum (Vietnam) ―en el marco de la guerra de Vietnam (1955-1975)― la División 320 de Vietnam del Norte obliga a 5000 soldados de Vietnam del Sur a retirarse y atrapa a otros 2500 (ofensiva de Nguyen Hue).
- 1972: el alemán Hans-Werner Grosse establece un récord mundial de vuelo sin motor a campo traviesa con su vuelo de más de 1461 km de Lübeck (Alemania occidental) a Biarritz (Francia) en un avión Schleicher ASW 12. Ese récord se mantendrá durante más de 30 años.
- 1973: en dos pozos artificiales separados, a 453 y 277 metros de profundidad, en el área U3jg y U3jk del Sitio de pruebas atómicas de Nevada (a unos 100 km al noroeste de la ciudad de Las Vegas), a las 16:25 (hora local), Estados Unidos detona simultáneamente sus bombas atómicas n.º 789 y 790, Angus y Velarde (de 9 y 8 kilotones respectivamente).
- 1973: en Kalkar (Alemania), 116 km al norte de Colonia, Estados Unidos inicia la construcción del Schneller Brüter, un reactor nuclear de neutrones rápidos. Se estimaba que se gastarían unos 200 millones de dólares estadounidenses pero se gastaron 4000 millones de dólares.[4] El reactor se completó y se pagó completamente pero nunca entró en funcionamiento debido a las protestas de los ecologistas.
- 1974: en Portugal sucede la Revolución de los Claveles. El movimiento militar de izquierda pone fin al régimen político dictatorial, autoritario, autocrático y corporativista implantado por António de Oliveira Salazar en los años 1920 y continuado por Marcelo Caetano.
- 1980: en las islas Canarias (África) se estrella el vuelo 1008 de Dan-Air cerca del aeropuerto de Los Rodeos en Tenerife Norte. Mueren las 146 personas.
- 1980: en Buenos Aires ―en el marco de la dictadura cívico-militar (1976-1983)― sigue el escándalo financiero: el Ministerio de Economía interviene los bancos Los Andes, Internacional y Oddone, así como los grupos Sasetru, Oddone y Greco.
- 1981: en Tsuruga (Japón), más de 100 trabajadores quedan expuestos a la radiación durante las reparaciones en la central nuclear de Tsuruga.
- 1982: Israel completa su retirada de la península del Sinaí según los Acuerdos de Camp David.
- 1982: en el transcurso de la Guerra de las Malvinas, las tropas británicas toman sin resistencia el archipiélago Georgias del Sur, que había sido ocupado por Argentina tres semanas antes.
- 1983: la sonda espacial estadounidense Pioneer 10 viaja más allá de la órbita del planeta enano Plutón.
- 1983: el presidente soviético Yuri Andropov ―tras leer una carta de la niña escolar estadounidense Samantha Smith (10) en la que esta expresaba sus temores sobre la guerra nuclear― la invita a visitar con su familia la Unión Soviética.
- 1983: en Lille (226 km al norte de París), el presidente François Mitterrand se inaugura la primera línea del Metro de Lille entre las estaciones République y 4 Cantons, donde se utiliza por primera vez el sistema VAL (vehículo automático ligero) sin conductor.
- 1983: las elecciones parlamentarias en la Tercera República Portuguesa no arrojan un resultado claro. El Partido Socialista de Mário Soares se convierte en el partido más fuerte, pero no alcanza la mayoría parlamentaria.
- 1983: en Hamburgo (Alemania occidental), Gerd Heidemann, reportero de la revista Stern, presenta un sensacional hallazgo: los Diarios de Hitler, que, sin embargo, más tarde resultarán ser una falsificación.
- 1986: en el sur de África, tras alcanzar la mayoría de edad, Mswati III es coronado rey de Swazilandia. Gobierna formalmente la última monarquía absoluta en África junto con su madre, la anterior regente Ntombi.
- 1988: en Israel, el ucraniano Iván Demianiuk (1920-2012), de 68 años es condenado a muerte porque el tribunal considera probado que Demianiuk es idéntico al temido guardia del campo de exterminio de Treblinka (Polonia) como colaborador de los nazis ucranianos. Será absuelto debido a la falta de pruebas irrefutables. Murió impune.
- 1990: un día después del lanzamiento de la misión STS-31 del transbordador espacial Discovery, la tripulación despliega con éxito el telescopio espacial Hubble. Sin embargo, debido a un defecto en la lente, solo ofrece imágenes borrosas.
- 1990: en Nicaragua, Violeta Chamorro toma posesión del poder como candidata de la coalición Unión Nacional Opositora (UNO), siendo la primera mujer presidenta del país dos meses después de derrotar al presidente sandinista Daniel Ortega en las elecciones del 25 de febrero del mismo año.
- 1990: en un acto de campaña electoral en Mülheim, cerca de Colonia (Alemania), el enfermo mental Adelheid Streidel ataca con un cuchillo a Oskar Lafontaine (ministro presidente del Sarre) y lo hiere de gravedad.
- 1991: el Bundestag aprueba por unanimidad el Tratado de Vecindad con la Unión Soviética, firmado el 9 de noviembre de 1990 y ya ratificado por la otra parte.
- 1993: en Washington D. C. tiene lugar una manifestación, de en torno al millón de personas, por la igualdad de derechos de la población gay, lesbiana y bisexual.
- 1994: en Lisboa (capital de Portugal), un concierto masivo de bocinazos («Buzinão») articula la protesta contra la estricta política de austeridad del Gobierno de Aníbal Cavaco Silva, que ha integrado el escudo (moneda portuguesa) en el Sistema Monetario Europeo.
- 1998: en la localidad sevillana de Aznalcóllar (España) se rompe una balsa de residuos, provocando el desastre de Aznalcóllar (contaminación de acuíferos y entornos naturales).
- 1999: en Uruguay se celebran elecciones internas simultáneas en todos los partidos, para elegir por primera vez candidatos únicos a la Presidencia de la República, según lo dispuesto por la nueva Constitución.
- 2000: el astrónomo croata Korado Korlević descubre el asteroide n.º 30237 HY1.
- 2000: en México, el cantante Alejandro Fernández lanza al mercado su octavo álbum de estudio titulado Entre tus brazos su primer álbum de género balada/pop desde el lanzamiento de Me estoy enamorando (1997).
- 2001: el presidente George W. Bush promete apoyo militar al Gobierno de Taiwán en caso de que China intente recuperar ese territorio.
- 2002: el segundo turista espacial y primer africano en el espacio, el sudafricano Mark Shuttleworth, fundador de Canonical y patrocinador de la distribución libre de Linux Ubuntu, despega en la misión rusa Soyuz TM-34 a la Estación Espacial Internacional (ISS).
- 2004: en Washington D. C., la Marcha por la Vida de las Mujeres reúne a más de un millón de manifestantes, en su mayoría proelección (a favor de la interrupción legal del embarazo), para protestar contra la Ley de Prohibición del Aborto por Nacimiento Parcial de 2003, y otras restricciones al aborto.
- 2004: en las elecciones presidenciales federales de Austria, el candidato Heinz Fischer es elegido presidente frente a la candidata conservadora Benita Ferrero-Waldner con el 52,4 % de los votos.
- 2005: el Gobierno italiano devuelve a Etiopía la última pieza del Obelisco de Axum, que había sido robado y llevado a Roma por Benito Mussolini en 1937 tras la Guerra de Abisinia.
- 2005: en Japón, un tren de cercanías de siete vagones descarrila y se estrella contra un edificio de apartamentos cerca de la estación de Amagasaki. Mueren 107 personas, incluido el conductor.
- 2005: Bulgaria y Rumania firman el Tratado de Adhesión de 2005 para unirse a la Unión Europea.
- 2006: el futbolista Zinedine Zidane anuncia su retirada de los campos de fútbol.
- 2006: la banda estadounidense Taking Back Sunday lanza al mercado su tercer álbum de estudio, Louder Now.
- 2006: el barco de pasajeros más grande del mundo en ese momento, el crucero Freedom of the Seas, de la empresa Royal Caribbean International, emprende su viaje inaugural de Hamburgo a Oslo.
- 2007: en Palma de Mallorca se inaugura el metro, el quinto de toda España.
- 2007: en la Catedral de Cristo Salvador de Moscú (Rusia), se celebra el funeral de Estado del presidente Boris Yeltsin. Fue el primero sancionado por la Iglesia Ortodoxa Rusa para un jefe de Estado desde el funeral del emperador Alejandro III en 1894.
- 2007: en el recinto ferial Theresienwiese de la ciudad de Heilbronn (Alemania), los miembros de la banda terrorista nazi Clandestinidad Nacionalsocialista ―formada por Uwe Mundlos (1973-2011), Beate Zschäpe (1975-) y Uwe Böhnhardt (1977-2011)― asesinan a la agente de policía Michèle Kiesewetter (22) de un disparo en la cabeza. Su compañero Martin Arnold resulta herido de gravedad y queda varias semanas en coma.
- 2008: en el condado de Hays (Texas), la policía detiene al gurú krisnaísta Prakashanand Sáraswati (n. 1929) por abusar de menores en los años ochenta y noventa.
- 2009: la directora general de la OMS Margaret Chan declara la pandemia H1N1 2009/10 («gripe porcina») como emergencia sanitaria internacional.
- 2009: en las elecciones parlamentarias islandesas, el movimiento Alliance de Jóhanna Sigurðardóttir y el Movimiento de Izquierda-Verde de Steingrímur Sigfússon (53) obtiene por primera vez la mayoría absoluta.
- 2010: la proporción de votos de los países emergentes y en desarrollo en el Banco Mundial aumenta tres puntos porcentuales, hasta el 47 %, lo que da a las economías emergentes y a los países del Tercer Mundo más influencia en la organización.
- 2014: en el estado de Míchigan comienza la crisis del agua de la ciudad de Flint cuando los funcionarios de la ciudad cambian el suministro de agua al río Flint, lo que provoca envenenamiento por plomo y contaminación por bacterias.
- 2015: Nepal es sacudido por un terremoto de magnitud 7,9-8,4 grados al grado IX en la escala de Mercalli que mata 8964 personas (es conocido como el terremoto más mortífero de 2015). Muchos edificios se derrumban en Katmandú, entre ellos la torre Dharahara de 61 metros de altura, declarada Patrimonio de la Humanidad por la UNESCO.
- 2019: se inaugura la Línea 2 del Metro de Panamá.

## Nacimientos
- 32: Otón, emperador romano (f. 69).
- 215: Mani, líder religioso iraní, fundador del maniqueísmo (f. 274).
- 1214: Luis IX el Santo, rey francés entre 1226 y 1270 (f. 1270).
- 1228: Conrado IV, aristócrata alemán, rey de los romanos, de Jerusalén y de Sicilia (f. 1254).
- 1284: Eduardo II, rey inglés (f. 1327).
- 1287: Roger Mortimer, aristócrata («1.º conde de March» y «8.º barón de Wigmore») inglés (f. 1330), lord teniente de Irlanda.
- 1502: Georg Major, teólogo y académico alemán (f. 1574).
- 1503: Enrique II de Navarra, rey navarro (f. 1555) desposeído por Fernando el Católico.
- 1529: Francesco Patrizi, filósofo y científico italiano (f. 1597).
- 1599: Oliver Cromwell, aristócrata («lord protector de Gran Bretaña»), general, estadista y político inglés (f. 1658).
- 1608: Gastón de Orleans, aristócrata francés (f. 1660).
- 1621: Roger Boyle, aristócrata («1.º conde de Órrery»), militar y político inglés (f. 1679).
- 1666: Johann Heinrich Buttstett, organista y compositor alemán (f. 1727).
- 1694: Richard Boyle, aristócrata («3.º conde de Burlington»), arquitecto y político inglés (f. 1753), lord alto tesorero de Irlanda.
- 1703: José Francisco de Isla, escritor y religioso español (f. 1781).
- 1710: James Ferguson, astrónomo y escritor británico-escocés (f. 1776).
- 1723: Giovanni Marco Rutini, compositor italiano (f. 1797).
- 1725: Augustus Keppel, aristócrata («1.º vizconde de Keppel»), almirante y político británico-inglés (f. 1786).
- 1725: Philipp Ludwig Statius Müller, teólogo, profesor y zoólogo alemán (f. 1776).
- 1734: José Andrés Cornide, geógrafo, naturalista y humanista español (f. 1803).
- 1767: Nicolas Oudinot, general francés (f. 1847).
- 1770: Georg Sverdrup, filólogo y académico noruego (f. 1850).
- 1776: María de Gloucester y Edimburgo, aristócrata («princesa» y «duquesa de Gloucester y Edimburgo») escocesa (f. 1857).
- 1782: John Keble, poeta y teólogo británico (f. 1866).
- 1775: Carlota Joaquina de Borbón, aristócrata española (f. 1830), «infanta de España», hija de Carlos IV de España.
- 1795: Carl Alexander Anselm von Hügel, militar y explorador austríaco (f. 1870).
- 1814: José Balta, presidente peruano (f. 1872).
- 1817: Édouard-Léon Scott de Martinville, ingeniero francés (f. 1879), inventor del fonoautógrafo, primer aparato grabador de sonido.
- 1824: Gustave Boulanger, pintor francés (f. 1886).
- 1825: Federico Errázuriz Zañartu, presidente chileno (f. 1877).
- 1843: Alicia del Reino Unido, aristócrata británica (f. 1878).
- 1849: Felix Klein, matemático y académico alemán (f. 1925).
- 1850: Luise Adolpha Le Beau, compositora y educadora alemana (f. 1927).
- 1852: Clarín (Leopoldo Alas), escritor, jurista, crítico y académico español (f. 1901).
- 1854: Charles Sumner Tainter, ingeniero e inventor estadounidense (f. 1940).
- 1862: Edward Grey, aristócrata («1.º vizconde Grey de Fallodon»), ornitólogo y político británico-inglés (f. 1933), secretario de Estado de Asuntos Exteriores y de la Commonwealth.
- 1863: Belisario Domínguez Palencia, médico y político mexicano (f. 1913).
- 1868: John Moisant, piloto e ingeniero estadounidense (f. 1910).
- 1871: Lorne Currie, marinero franco-británico (f. 1926).
- 1872: CB Fry, jugador de críquet, futbolista, educador y político británico-inglés (f. 1956).
- 1873: Howard Garis, escritor estadounidense (f. 1962), creador de la serie de cuentos infantiles El tío Wiggily.
- 1873: Félix d'Herelle, microbiólogo franco-canadiense (f. 1949).
- 1873: Walter de la Mare, poeta, cuentista y novelista británico-inglés (f. 1956).
- 1874: Guiglielmo Marconi, empresario e inventor italiano (f. 1937), premio nobel de física en 1909, desarrolló la ley de Marconi.
- 1874: Ernest Webb, marchista anglo-canadiense (f. 1937).
- 1875: María de San José Alvarado, religiosa venezolana (f. 1967).
- 1876: Jacob Nicol, editor, abogado y político canadiense (f. 1958).
- 1877 Rafael Rangel científico venezolano (f.1909).
- 1878: William Merz, gimnasta y triatleta estadounidense (f. 1946).
- 1882: Fred McLeod, golfista británico-escocés (f. 1976).
- 1884: Jean-Baptiste Dortignacq, ciclista francés (f. 1928).
- 1887: Kojo Tovalou Houénou, abogado y crítico beninés (f. 1936).
- 1888: Chōjun Miyagi, artista marcial japonés (f. 1953).
- 1892: Maud Hart Lovelace, escritora estadounidense (f. 1980).
- 1895: Stanley Rous, árbitro y dirigente de fútbol británico, presidente de la FIFA entre 1961 y 1974 (f. 1986).
- 1896: Fred Haney, beisbolista, entrenador y mánager estadounidense (f. 1977).
- 1897: María de Windsor, aristócrata («princesa real» y «condesa de Harewood») británica (f. 1965).
- 1900: Gladwyn Jebb, político y diplomático británico-inglés (f. 1996), secretario general de las Naciones Unidas.
- 1900: Wolfgang Pauli, físico y académico austríaco (f. 1958), premio nobel de física en 1945.
- 1902: Werner Heyde, psiquiatra y académico alemán (f. 1964).
- 1902: Mary Miles Minter, actriz estadounidense (f. 1984).
- 1903: Andréi Kolmogórov, matemático y académico ruso (f. 1987).
- 1905: George Nēpia, jugador de rugby y árbitro neozelandés (f. 1986).
- 1906: Joel Brand, miembro del Comité de Ayuda y Rescate de Budapest (f. 1964).
- 1906: William J. Brennan Jr., coronel estadounidense (f. 1997), juez de la Corte Suprema de los Estados Unidos.
- 1908: Edward R. Murrow, periodista estadounidense (f. 1965).
- 1909: Fernando Delapuente, pintor español (f. 1975).
- 1909: William Pereira, arquitecto estadounidense, diseñó la Pirámide Transamérica (f. 1985).
- 1910: Arapeta Awatere, intérprete, líder militar, político y asesino neozelandés (f. 1976).
- 1911: Connie Marrero, beisbolista y entrenador cubano (f. 2014).
- 1911: George Roth, gimnasta estadounidense (f. 1997).
- 1912: Earl Bostic, saxofonista estadounidense (f. 1965).
- 1912: Consuelo Frank, actriz mexicana (f. 1991).
- 1913: Nikolaos Roussen, capitán griego (f. 1944).
- 1914: Ross Lockridge Jr., escritor y académico estadounidense (f. 1948).
- 1914: Marcos Pérez Jiménez, presidente venezolano entre 1952 y 1958 (f. 2001).
- 1915: Mort Weisinger, periodista y escritor estadounidense (f. 1978).
- 1916: Jerry Barber, golfista estadounidense (f. 1994).
- 1917: Ella Fitzgerald, cantante estadounidense (f. 1996).
- 1917: Jean Lucas, piloto de carreras francés (f. 2003).
- 1918: Graham Payn, actor y cantante británico-inglés nacido en Sudáfrica (f. 2005).
- 1918: Gérard de Vaucouleurs, astrónomo y académico franco-estadounidense (f. 1995).
- 1918: Astrid Varnay, soprano y actriz sueco-estadounidense (f. 2006).
- 1919: Finn Helgesen, patinador de velocidad noruego (f. 2011).
- 1920: Délfor Dicásolo, actor y comediante argentino (f. 2013).
- 1921: Karel Appel, pintor y escultor neerlandés (f. 2006).
- 1922: Tomás Maldonado, pintor argentino (f. 2018).
- 1923: Francis Graham-Smith, astrónomo y académico británico-inglés.
- 1923: Melissa Hayden, bailarina canadiense (f. 2006).
- 1923: Albert King, cantautor, guitarrista y productor estadounidense (f. 1992).
- 1924: Ingemar Johansson, caminante sueco (f. 2009).
- 1924: Franco Mannino, pianista, compositor, director y dramaturgo italiano (f. 2005).
- 1924: Paulo Vanzolini, cantautor y zoólogo brasileño (f. 2013).
- 1925: Tony Christopher, aristócrata («barón de Christopher»), líder sindical y empresario británico-inglés.
- 1925: Sammy Drechsel, comediante y periodista alemán (f. 1986).
- 1925: Louis O'Neill, académico y político canadiense (f. 2018).
- 1926: Patricia Castell, actriz argentina (f. 2013).
- 1926: Manuel Clavero Arévalo, político español (f. 2021).
- 1926: Johnny Craig, escritor e ilustrador estadounidense (f. 2001).
- 1926: Gertrude Fröhlich-Sandner, política austriaca (f. 2008).
- 1927: Corín Tellado, escritora española (f. 2009).
- 1927: Albert Uderzo, dibujante e historietista francés (f. 2020).
- 1928: Cy Twombly, pintor y escultor italoestadounidense (f. 2011).
- 1929: José Ángel Valente, escritor español (f. 2000).
- 1929: Yvette Williams, saltadora de longitud, lanzadora de peso y lanzadora de disco neozelandesa (f. 2019).
- 1930: Irene Gutiérrez Caba, actriz española (f. 1995).
- 1930: Paul Mazursky, director de cine, guionista, productor cinematográfico y actor estadounidense (f. 2014).
- 1930: Godfrey Milton-Thompson, almirante y cirujano británico-inglés (f. 2012).
- 1930: Gustavo Mohme Llona, empresario y político peruano (f. 2000).
- 1930: Peter Schulz, abogado y político alemán (f. 2013), alcalde de Hamburgo.
- 1931: Felix Berezin, matemático y físico ruso (f. 1980).
- 1931: Mariano Puga, sacerdote católico y activista por los derechos humanos chileno (f. 2020).
- 1931: David Shepherd, pintor y escritor británico-inglés (f. 2017).
- 1932: Nikolai Kardashev, astrofísico ruso (f. 2019).
- 1932: Meadowlark Lemon, jugador de baloncesto y ministro afroestadounidense (f. 2015).
- 1932: Lia Manoliu, discóbolo y política rumana (f. 1998).
- 1932: Ricardo de Pascual, actor mexicano.
- 1932: Roberto Yanés, músico, cantante, compositor y actor argentino (f. 2019).
- 1933: Jerry Leiber, compositor y productor estadounidense (f. 2011).
- 1933: Joyce Ricketts, jugadora de béisbol estadounidense (f. 1992).
- 1934: Peter McParland, futbolista y entrenador norirlandés.
- 1935: Bob Gutowski, saltador con pértiga estadounidense (f. 1960).
- 1935: Reinier Kreijermaat, futbolista neerlandés (f. 2018).
- 1936: Henck Arron, banquero y político surinamés (f. 2000), 1.º primer ministro de la República de Surinam.
- 1936: Leonel Sánchez, futbolista chileno (f. 2022).
- 1936: Enrique Lizalde, actor mexicano (f. 2013).
- 1938: Roger Boisjoly, aerodinámico e ingeniero estadounidense (f. 2012).
- 1938: Ton Schulten, pintor y diseñador gráfico neerlandés.
- 1939: Tarcisio Burgnich, futbolista y entrenador italiano (f. 2021).
- 1939: David R. Kinsley, indólogo y catedrático estadounidense (f. 2000).
- 1939: Robert Skidelsky, aristócrata («barón de Skidelsky»), historiador y académico británico-inglés.
- 1940: Al Pacino, actor y director estadounidense.
- 1941: Markus Lüpertz, escultor alemán.
- 1941: Bertrand Tavernier, actor, cineasta, productor y guionista francés (f. 2021).
- 1942: Jon Kyl, abogado y político estadounidense.
- 1943: Tony Christie, cantautor y actor británico-inglés.
- 1943: Manuel Sans Segarra, médico español.
- 1944: Len Goodman, bailarín británico-inglés (f. 2023).
- 1945: Stu Cook, compositor, productor y bajista estadounidense de la banda Creedence Clearwater Revival.
- 1945: Björn Ulvaeus, cantautor y productor sueco, de la banda Abba.
- 1946: Talia Shire, actriz estadounidense.
- 1946: Peter Sutherland, abogado y político irlandés, fiscal general de Irlanda (f. 2018).
- 1946: Vladímir Zhirinovsky, coronel, abogado y político ruso (f. 2022).
- 1947: Johan Cruyff, futbolista y entrenador neerlandés (f. 2016).
- 1947: Jeffrey DeMunn, actor estadounidense.
- 1948: Hugo Torres Jiménez, militar, político y poeta nicaragüense (f. 2022).
- 1948: Yu Shyi-kun, político taiwanés, 39º Primer Ministro de la República de China.
- 1949: James Fenton, poeta, periodista y crítico literario británico-inglés.
- 1949: Vicente Pernía, futbolista y piloto de carreras argentino.
- 1949: Dominique Strauss-Kahn, economista, abogado y político francés, ministro de Economía, Finanzas e Industria.
- 1950: Fausto, cantautor colombiano.
- 1950: Peter Hintze, político alemán (f. 2016).
- 1950: Valentina Kozyr, saltadora de altura ucraniana.
- 1951: Soledad Gallego-Díaz, periodista española.
- 1951: Pablo Lizcano, periodista español (f. 2009).
- 1952: Ketil Bjørnstad, pianista y compositor noruego.
- 1952: Jacques Santini, futbolista y entrenador francés.
- 1952: Vladislav Tretiak, jugador y entrenador de hockey sobre hielo ruso.
- 1953: Ron Clements, animador, productor y guionista estadounidense.
- 1954: Melvin Burgess, escritor británico-inglés.
- 1954: Róisín Shortall, educador y político irlandés.
- 1955: K. Eric Drexler, ingeniero estadounidense.
- 1955: Américo Gallego, futbolista y entrenador argentino.
- 1955: John Nunn, ajedrecista y matemático británico.
- 1955: Parviz Parastui, actor y cantante iraní.
- 1956: Dominique Blanc, actriz, directora y guionista francesa.
- 1956: Xosé Ramón Gayoso, excampeón de España de lanzamiento de martillo y presentador de televisión español.
- 1957: Theo de Rooij, ciclista y directivo neerlandés.
- 1958: Fish, cantautor británico-escocés, de la banda Marillion.
- 1958: Jeffrey Jones Jones, político mexicano.
- 1958: Misha Glenny, periodista británica.
- 1959: Daniel Kash, actor y director canadiense.
- 1960: Paul Baloff, cantante estadounidense de thrash metal, de la banda Éxodus (f. 2002).
- 1961: Dinesh D'Souza, escritor y teórico conspirativo indio expatriado en Estados Unidos.
- 1961: Álvaro de Marichalar, navegante, aventurero y empresario español.
- 1961: Miran Tepeš, saltador de esquí esloveno.
- 1962: Alejandra Borrero, actriz y empresaria colombiana.
- 1962: Anita Corradi, política, senadora y embajadora argentina.
- 1963: David Moyes, futbolista y entrenador británico-escocés.
- 1964: Hank Azaria, actor, locutor, comediante y productor estadounidense.
- 1964: Andy Bell, cantautor británico-inglés, de la banda Erasure.
- 1965: Eric Avery, bajista y compositor estadounidense, de la banda Jane’s Addiction.
- 1965: Mark Bryant, jugador y entrenador de baloncesto estadounidense.
- 1965: Simon Fowler, músico británico, de la banda Ocean Colour Scene.
- 1965: John Henson, titiritero y actor de voz estadounidense, de Los Muppets (f. 2014).
- 1966: Diego Domínguez, rugbista argentino expatriado en Italia.
- 1966: Femke Halsema, socióloga, académica y política neerlandesa.
- 1966: Isabelle Pasco, actriz y modelo francesa.
- 1967: Angel Martino, nadador estadounidense.
- 1968: Ferrán Martínez Garriga, baloncestista español.
- 1968: Thomas Strunz, futbolista alemán.
- 1969: Jon Olsen, nadador estadounidense.
- 1969: Gina Torres, actriz cubano-estadounidense.
- 1969: Renée Zellweger, actriz y productora estadounidense.
- 1970: Jason Lee, patinador, actor, comediante y productor estadounidense.
- 1971: Sara Baras, bailarina española.
- 1972: Radamés de Jesús, actor y conductor mexicano.
- 1973: Carlota Castrejana, atleta española de triple salto.
- 1973: Guillermo Ortelli, piloto argentino.
- 1973: Barbara Rittner, tenista alemana.
- 1974: Ivonne Montero, actriz y cantante mexicana.
- 1975: Alejandro Moreno Cárdenas, político mexicano.
- 1975: Mercedes Scápola, actriz argentina.
- 1976: Tim Duncan, baloncestista estadounidense.
- 1976: Breyton Paulse, jugador de rugby sudafricano.
- 1976: Gustaf van Perinostein, actor, humorista, locutor, presentador y guionista uruguayo.
- 1976: Rainer Schüttler, tenista y entrenador alemán.
- 1976: Gilberto da Silva Melo, futbolista brasileño.
- 1977: Manolo Cardona, actor colombiano.
- 1977: Constantinos Christoforou, cantautor chipriota.
- 1977: Marguerite Moreau, actriz y productora estadounidense.
- 1977: Matthew West, cantautor, guitarrista y actor estadounidense.

- 1980: Irfaan Ali, político guyanés, presidente de Guyana desde 2020.
- 1980: Daniel MacPherson, actor y presentador de televisión australiano.
- 1980: Alejandro Valverde, ciclista español.
- 1981: Laura Birn, actriz finlandesa.
- 1981: Mariam Hernández, actriz española.
- 1981: Felipe Massa, piloto brasileño de Fórmula 1.
- 1981: John McFall, velocista paralímpico, parastronauta de la Agencia Espacial Europea y médico traumatólogo británico-inglés.
- 1981: Anja Pärson, esquiadora sueca.
- 1982: Elvia Milena Sanjuán, abogada y política colombiana, gobernadora del Estado de Cesar desde 2024.
- 1983: Oleg Gusev, futbolista ucraniano.
- 1983: Emmeline Ndongue, jugadora de baloncesto francesa.
- 1983: DeAngelo Williams, jugador de fútbol americano.
- 1984: Gabriel Cichero, futbolista venezolano.
- 1985: Giedo van der Garde, piloto neerlandés de automovilismo.
- 1986: Juan Sebastián Cabal, tenista colombiano.
- 1986: Gwen Jorgensen, triatleta estadounidense.
- 1986: Daniel Sharman, actor británico.
- 1987: Razak Boukari, futbolista togolés.
- 1987: Jay Park, cantautor y bailarín estadounidense-surcoreano.
- 1987: Johann Smith, futbolista estadounidense.
- 1988: Jonathan Bailey, actor británico-inglés.
- 1988: Sara Paxton, actriz y cantante estadounidense.
- 1989: Michael van Gerwen, jugador de dardos neerlandés.

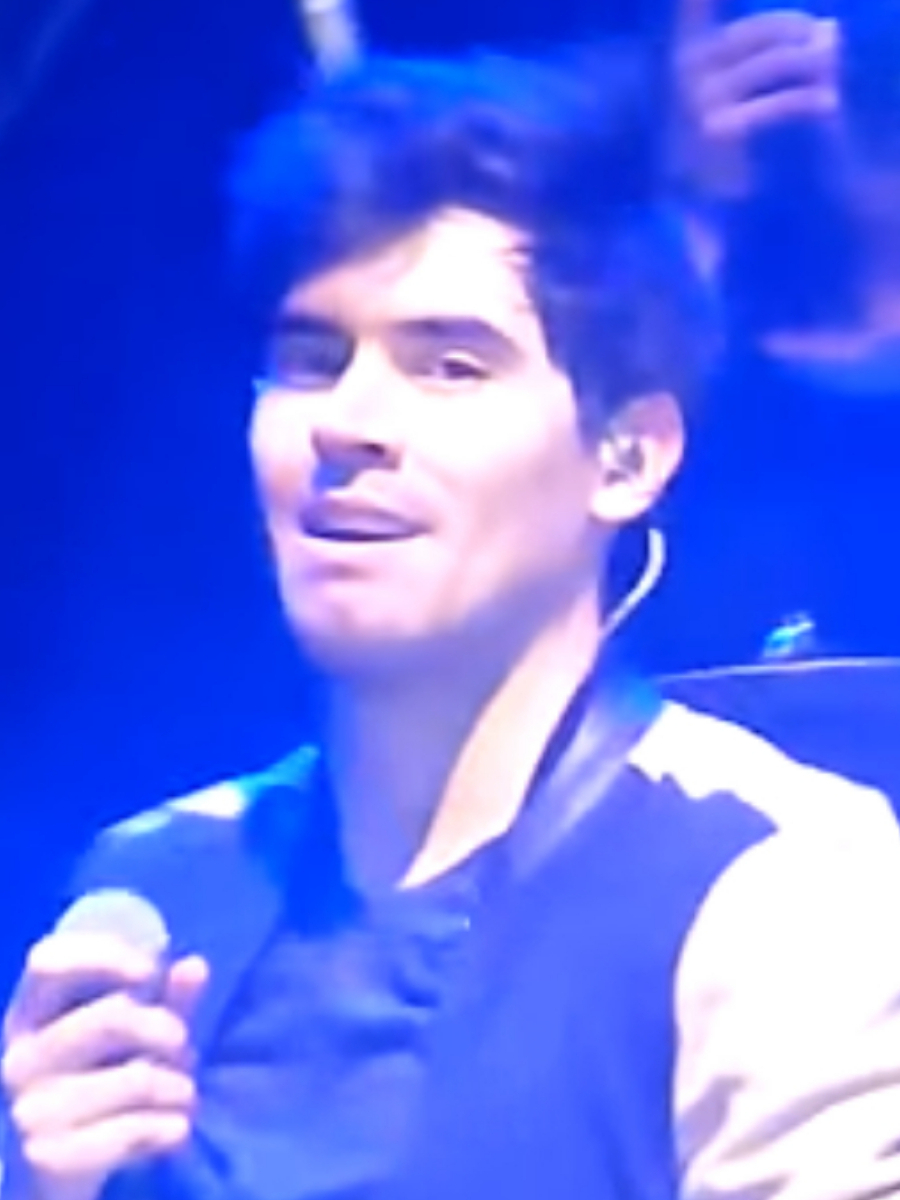
Germán Garmendia

- Germán Garmendia1989: Gedhun Choekyi Nyima, ciudadano chino a quien a los 6 años de edad, el dalái lama (61) declaró que era el nuevo Panchen Lama reencarnado; el Gobierno chino lo secuestró junto con su familia y lo mudó a una ciudad desconocida, y afirmó que siguió una carrera universitaria con una identidad falsa.[5]
- 1990: Jean-Éric Vergne, piloto de automovlismo francés.
- 1990: Germán Garmendia, youtuber chileno.
- 1991: Alex Shibutani, bailarín sobre hielo estadounidense.
- 1992: Jesús Manuel Rivera, futbolista mexicano.
- 1992: Pavel Kadeřábek, futbolista checo.
- 1993: Alex Bowman, piloto de carreras estadounidense.
- 1993: Daniel Norris, jugador de béisbol estadounidense.
- 1993: Raphaël Varane, futbolista francés.
- 1994: Omar McLeod, vallista jamaicano.
- 1994: Maggie Rogers, músico estadounidense.
- 1994: Sam Fender, cantautor y músico británico-inglés.
- 1996: Mack Horton, nadador australiano.
- 1996: Miguel Herrán, actor español.
- 1996: Filip Manojlović, futbolista serbio.
- 1998: Yaniela Arias Álvarez, futbolista costarricense.
- 1998: Arthur Cabral, futbolista brasileño.
- 1998: Albert Okwuegbunam, jugador estadounidense de fútbol americano.
- 1998: Juan Ignacio Saborido, futbolista argentino.
- 1999: Trương Tiến Anh, futbolista vietnamita.
- 1999: Olimpiu Moruțan, futbolista rumano.
- 1999: Cavafe, futbolista cubano.
- 1999: Marcus Kleveland, snowboarder noruego.
- 1999: Deng Yu-Cheng, arquero taiwanés.
- 1999: Syahrian Abimanyu, futbolista indonesio.
- 2000: Dejan Kulusevski, futbolista sueco.
- 2000: Oihan Sancet, futbolista español.
- 2001: Kevin Berlín, clavadista mexicano.
- 2001: Yoon Chan-young, actor surcoreano.
- 2004: Álex Valle, futbolista español.
- 2006: David Alonso, piloto colombo-español de motociclismo.
- 2008: Ibrahima Gueye, actor italiano.

## Fallecimientos
- 68: Marcos el Evangelista (53), religioso cristiano (n. 15 aprox.) a quien se le atribuye el Evangelio según san Marcos y el fundador y primer obispo de la Iglesia de Alejandría (Egipto).
- 501: Rústico, religioso francés, arzobispo de Lyon (n. 455), canonizado por la Iglesia católica.
- 775: Smbat VII Bagratuni, príncipe armenio.
- 775: Mushegh VI Mamikonian, príncipe armenio.
- 908: Zhang Wenwei, canciller chino de la dinastía Tang.
- 1074: Hermán I, aristócrata («margrave de Baden») alemán.
- 1077: Géza I, aristócrata y rey húngaro (n. 1040).
- 1185: Antoku, emperador japonés (n. 1178).
- 1196: Alfonso II, rey aragonés (n. 1157).
- 1217: Hermann I, aristócrata («landgrave de Turingia») alemán.
- 1228: Isabel II de Jerusalén, reina bizantina (n. 1212).
- 1243: Bonifacio de Valperga, religioso italiano, obispo de Aosta.
- 1264: Roger de Quincy, aristócrata («2.º conde de Wínchester») inglés (n. 1195).
- 1295: Sancho IV, el Bravo, rey castellano (n. 1258).
- 1342: Benedicto XII, papa italiano (n. 1285).
- 1397: Thomas Holland, aristócrata («2.º conde de Kent») inglés.
- 1472: Leon Battista Alberti, escritor, poeta, arquitecto y filósofo italiano (n. 1404).
- 1516: John Yonge, diplomático inglés (n. 1467).
- 1531: Pedro Girón y Velasco, militar y aristócrata castellano (n. 1480 aprox.).
- 1566: Louise Labé, poetisa francesa (n. 1525).
- 1566: Diana de Poitiers, mujer francesa (n. 1500), amante del rey Francisco I y de su sucesor Enrique II.
- 1595: Torquato Tasso, poeta y compositor italiano (n. 1544).
- 1605: Naresuan, rey siamés del Reino de Ayutthaya (n. 1555).
- 1607: Jacob van Heemskerk (40), almirante neerlandés (n. 1567), durante la batalla de Gibraltar, en la que la flota neerlandesa destruyó a la flota española.
- 1644: Chongzhen, emperador chino (n. 1611).
- 1660: Henry Hammond, clérigo y teólogo inglés (n. 1605).
- 1667: Pedro de San José de Betancur, religioso español (n. 1626).
- 1675: Pierre Perrin, músico francés, creador de la ópera francesa (n. 1620).
- 1690: David Teniers el Joven, pintor y educador flamenco (n. 1610).
- 1744: Anders Celsius, astrónomo, físico y matemático sueco (n. 1701).
- 1770: Jean-Antoine Nollet, ministro, físico y académico francés (n. 1700).
- 1800: William Cowper, poeta británico (n. 1731).
- 1805: Jean-Baptiste-Gaspard d'Ansse de Villoison, filólogo francés (n. 1750).
- 1806: Rana Bahadur Shah, rey nepalés (n. 1775).
- 1839: Godofredo Engelmann, escritor francés (n. 1778).
- 1840: Siméon Denis Poisson, físico y matemático francés (n. 1781).
- 1853: William Beaumont, cirujano estadounidense (n. 1785).
- 1866: Jesús Terán Peredo, abogado, político y diplomático mexicano (n. 1821).
- 1873: Fiódor Petrovich Tolstói, pintor clásico, escultor y aristócrata («conde») ruso (n. 1783), fue vicepresidente de la Academia Imperial de Artes durante cuarenta años (1828-1868).
- 1875: Trinlé Gyatso, religioso tibetano, 12.º dalái lama (n. 1857).
- 1878: Anna Sewell, escritora británico-inglesa (n. 1820).
- 1890: Crowfoot, jefe tribal canadiense (n. 1830).
- 1891: Nathaniel Woodard, sacerdote y maestro británico-inglés (n. 1811).
- 1892: Henri Duveyrier, explorador francés (n. 1840).
- 1892: Karl von Ditmar, geólogo y explorador estonio-alemán (n. 1822).
- 1901: Federico Fliedner, clérigo y escritor alemán (n. 1845).
- 1906: John Knowles Paine, compositor y educador estadounidense (n. 1839).
- 1911: Emilio Salgari, novelista y periodista italiano (n. 1862).
- 1913: Joseph-Alfred Archambeault, obispo canadiense (n. 1859).
- 1915: Frederick W. Seward, periodista, abogado y político estadounidense (n. 1830), 6.º subsecretario de Estado de los Estados Unidos.
- 1919: Augustus D. Juilliard, empresario y filántropo estadounidense (n. 1836).
- 1921: Emmeline B. Wells, periodista estadounidense y defensora de los derechos de las mujeres (n. 1828).
- 1923: Louis-Olivier Taillon, abogado y político canadiense, 8.º primer ministro de Quebec (n. 1840).
- 1926: Ellen Key, feminista, pedagoga y escritora sueca (n. 1849).
- 1928: Piotr Nikoláievich Wrangel, general ruso (n. 1878).
- 1936: Wajed Ali Khan Panni, aristócrata y filántropo bengalí (n. 1871).
- 1939: John Foulds, compositor británico (n. 1880).
- 1941: Salih Bozok, comandante y político turco (n. 1881).
- 1941: Antonio de Gregorio Rocasolano, catedrático español (n. 1873).
- 1943: Vladimir Nemirovich-Danchenko, director, productor y dramaturgo ruso (n. 1858).
- 1944: George Herriman, caricaturista estadounidense (n. 1880).
- 1944: Tony Mullane, jugador de béisbol irlandés-estadounidense (n. 1859).
- 1944: William Stephens, ingeniero y político estadounidense, 24.º gobernador de California (n. 1859).
- 1945: Huldreich Georg Früh, compositor suizo (n. 1903).
- 1950: John Ernest Adamson, pedagogo británico-inglés y director de Educación de la Colonia de Transvaal (n. 1867).
- 1955: José Moreno Villa, pintor español (n. 1887).
- 1961: Robert Garrett, lanzador de disco y lanzador de peso estadounidense (n. 1875).
- 1962: Eddie South, violinista estadounidense (n. 1905).
- 1962: Guy C. Wiggins, pintor estadounidense (n. 1883).
- 1969: Margarita Xirgu, actriz española (n. 1888).
- 1970: Anita Louise, actriz estadounidense (n. 1915).
- 1972: George Sanders, actor británico nacido en Rusia (n. 1906).
- 1973: Olga Grey, actriz húngaro-estadounidense (n. 1896).
- 1974: Gustavo R. Vincenti, arquitecto y promotor maltés (n. 1888).
- 1975: Mike Brant, cantante y compositor israelí (n. 1947).
- 1976: Aquiles Nazoa, escritor, poeta, periodista y humorista venezolano (n. 1920).
- 1976: Carol Reed, cineasta y productora británico-inglesa (n. 1906).
- 1976: Markus Reiner, ingeniero y educador israelí (n. 1886).
- 1982: John Cody, cardenal estadounidense (n. 1907).
- 1982: Celia Johnson, actriz británico-inglesa (n. 1908).
- 1983: William S. Bowdern, sacerdote y escritor estadounidense (n. 1897).
- 1987: Agustín Irusta, actor, cantante, letrista y compositor argentino (n. 1903).
- 1988: Carolyn Franklin, cantautora estadounidense (n. 1944).
- 1988: Clifford D. Simak, periodista y escritor estadounidense (n. 1904).
- 1990: Dexter Gordon, saxofonista y compositor de jazz, y actor estadounidense (n. 1923).
- 1992: Horacio Aguirre, compositor argentino (n. 1938).
- 1992: Yutaka Ozaki, cantautor japonés (n. 1965).
- 1995: Art Fleming, presentador de un programa de juegos estadounidense (n. 1925).
- 1995: Ginger Rogers, actriz, cantante y bailarina estadounidense (n. 1911).
- 1995: Lev Shankovsky, historiador militar y economista ucraniano (n. 1903), luchador antinazi en la Segunda Guerra Mundial, y recipiente de la Cruz Conmemorativa de la República Socialista Soviética Autónoma de Ucrania.
- 1996: Saul Bass, diseñador gráfico y director estadounidense (n. 1920).
- 1996: Rafael Orozco Flores, pianista español (n. 1946).
- 1998: Wright Morris, escritor y fotógrafo estadounidense (n. 1910).
- 1999: Michael Morris, periodista, escritor y aristócrata («3.º barón de Killanin») irlandés (n. 1914).
- 1999: Roger Troutman, cantautor y productor estadounidense (n. 1951).
- 2000: David Kinsley, indólogo y catedrático estadounidense (n. 1939).
- 2000: Lucien Le Cam, matemático y estadístico francés (n. 1924).
- 2000: David Merrick, director y productor estadounidense (n. 1911).
- 2001: Michele Alboreto, piloto italiano de Fórmula 1 (n. 1956).
- 2002: Indra Devi, yogui letona (n. 1899).
- 2002: Lisa Left Eye Lopes, cantante, rapera y bailarina estadounidense (n. 1971).
- 2002: Lisa Lopes, estadounidense (n. 1971).
- 2003: Samson Kitur, corredor keniano (n. 1966).
- 2004: Thom Gunn, poeta y académico anglo-estadounidense (n. 1929).
- 2005: Jim Barker, político estadounidense (n. 1935).
- 2005: John Love (80), piloto rodesiano-zimbabuense de automovilismo (n. 1924).
- 2005: Swami Ranganathananda, monje y educador indio (n. 1908).
- 2006: Jane Jacobs, periodista, escritora y activista estadounidense-canadiense (n. 1916).
- 2006: Peter Law, político británico-galés y miembro independiente del parlamento (n. 1948).
- 2007: Alan Ball Jr., futbolista y entrenador británico-inglés (n. 1945).
- 2007: Arthur Milton, futbolista y jugador de críquet británico-inglés (n. 1928).
- 2007: Bobby Pickett, cantautor estadounidense (n. 1938).
- 2007: José Watanabe, poeta peruano (n. 1945).
- 2008: Humphrey Lyttelton, trompetista, compositor y presentador de radio británico-inglés (n. 1921).
- 2009: Bea Arthur, actriz y cantante estadounidense (n. 1922).
- 2009: Antonio Pereira, escritor español (n. 1923).
- 2010: Dorothy Provine, actriz y cantante estadounidense (n. 1935).
- 2010: Alan Sillitoe, novelista, cuentista, ensayista y poeta británico-inglés (n. 1928).
- 2011: William Craig, político británico (n. 1924).
- 2011: Jorge Díaz Serrano, político e ingeniero mexicano (n. 1921).
- 2011: María Isbert, actriz española (n. 1917).
- 2011: Poly Styrene, músico británico (n. 1957).
- 2011: Gonzalo Rojas, poeta chileno (n. 1917).
- 2012: Gerry Bahen, futbolista australiano (n. 1929).
- 2012: Denny Jones, ranchero y político estadounidense (n. 1910).
- 2012: Moscelyne Larkin, bailarina y educadora estadounidense (n. 1925).
- 2012: Louis le Brocquy, pintor e ilustrador irlandés (n. 1916).
- 2013: Brian Adam, bioquímico y político británico-escocés (n. 1948).
- 2013: Jacob Avshalomov, director de orquesta y compositor estadounidense (n. 1919).
- 2013: György Berencsi, virólogo y académico húngaro (n. 1941).
- 2013: Rick Camp, jugador de béisbol estadounidense (n. 1953).
- 2013: Virginia Gibson, actriz, bailarina y cantante estadounidense (n. 1925).
- 2014: Dan Heap, sacerdote y político canadiense (n. 1925).
- 2014: William Judson Holloway Jr., militar, abogado y juez estadounidense (n. 1923).
- 2014: Earl Morrall, jugador y entrenador estadounidense de fútbol americano (n. 1934).
- 2014: Tito Vilanova, futbolista y entrenador español (n. 1968).
- 2014: Stefanie Zweig, periodista y escritora alemana (n. 1932).
- 2015: Jim Fanning, jugador y mánager de béisbol estadounidense-canadiense (n. 1927).
- 2015: Matthias Kuhle, geógrafo y académico alemán (n. 1948).
- 2015: Don Mankiewicz, guionista y novelista estadounidense (n. 1922).
- 2015: Ben Molar, autor, compositor, promotor artístico y productor musical argentino (n. 1915).
- 2015: Mike Phillips, jugador estadounidense de baloncesto (n. 1956).
- 2016: Tom Lewis, político australiano, 33.º primer ministro de Nueva Gales del Sur (n. 1922).
- 2018: Michael Anderson, director de cine británico (n. 1920)
- 2018: Madeeha Gauhar, actriz, directora de teatro social y dramaturga pakistaní, activista por los derechos de las mujeres (n. 1956).
- 2019: John Havlicek, baloncestista estadounidense (n. 1940)
- 2020: Per Olov Enquist, periodista y escritor sueco (n. 1934).
- 2020: Arturo Huizar, cantante mexicano (n. 1957)
- 2020: Henri Kichka, ciudadano judío belga (n. 1926), sobreviviente de los campos de concentración nazis.
- 2020: Julio Camelo Martínez, economista y político mexicano (n. 1937).
- 2021: Óscar Castro, actor y director chileno (n. 1947).
- 2023: Harry Belafonte, músico, activista social y actor estadounidense (n. 1927).
- 2023: Roberto Urretavizcaya, piloto argentino de automovilismo (n. 1957).
- 2024: Marla Adams, actriz de televisión estadounidense (n. 1938).
- 2024: Laurent Cantet, director, director de fotografía y guionista francés (n. 1961).
- 2025: Lupita Torrentera, actriz y bailarina mexicana (n. 1931).
- 2025: Virginia Giuffre, activista estadounidense-australiana (n. 1983).

## Celebraciones
- Día Mundial del Paludismo.[6]
- Día del ADN.[7]
- Día Mundial de los pingüinos.[8]
- Día Mundial de la lucha contra el maltrato infantil.[9]
- Día Internacional del Delegado.
- Día Internacional de las Niñas en las TIC. (Cuarto jueves de abril en 2024).[10]

Celebraciones compartidas
- Australia[11] y  Nueva Zelanda: 
  - Día ANZAC.

 Por países
(Por orden alfabético)
- Argentina: 
  - Día del Trabajador de Seguridad Privada.[12]

- España: 
  -  Comunidad Valenciana: 
    - Día de las Cortes Valencianas.

- Estados Unidos: 
  - Los Ángeles: 
    - Día de Thalía.

- Italia: 
  - Aniversario de la Liberación (1945).

- México: 
  -  Aguascalientes: 
    - Día de la Feria Nacional de San Marcos.

- Panamá: 
  - Día de la escritora y el escritor panameño.

- Portugal: 
  - Revolución de los Claveles.

### Santoral católico
- San Marcos el Evangelista.[13]
- San Aniano de Alejandría.[14]
- San Pedro de San José Betancur.[15]
- San Herminio de Lobbes.[16]
- San Juan Piamarta.[17]
- Beato José Trinidad Rangel.[18]
- Beato Andrés Solá y Molist.[19]
- Beato Leonardo Pérez Larios.[20]

 Por países
(Por orden alfabético)
- España: 
  - Beas de Segura y Arroyo del Ojanco, Andalucía: 
    - Fiesta de San Marcos, de interés turístico nacional.

  - San Martín de la Vega, Madrid: 
    - Día de San Marcos.

  - Día de la Opila (Fuenterrabía, Pasajes, Rentería, Irún, Lezo, Oyarzun).